# Кралска канадска конна полиция
Кралската канадска конна полиция (на английски: Royal Canadian Mounted Police; на френски: Gendarmerie royale du Canada (Кралска жандармерия на Канада)) е федералната полицейска служба на Доминион Канада. Неофициалното, но добило широка популярност сред населението название на служителите и на службата като цяло е „Конниците“ (на английски: the Mounties). Кралската канадска конна полиция е федерална право охранителна служба. Макар че Канада следва британският модел, според който както териториалните, така и общинските органи на властта могат да организират свои собствени полицейски служби, повечето такива организации предпочитат да не го правят и възлагат с договор тези функции на КККП, която освен своите функции изпълнява и тези на щатска полиция във всички канадски провинции (щати) и територии без Онтарио и Квебек, както тези на общинска полиция в 190 общини и 184 общини на местното индианско население. Освен това конната полиция осигурява самостоятелно сигурността на три международни летища. 

## Характеристика
Кралската канадска конна полиция (The Royal Canadian Mounted Police (RCMP) е формирана през 1920 г. посредством сливането на Кралската северозападна конна полиция (създадена през 1873 г.) и Полицията на доминиона (създадена през 1868 г.). В културно отношение КККП е носител на традициите на КСЗКП.
Като федерална полиция Кралската канадска конна полиция отговаря за прилагането на федералните закони на територията на целия доминион. Освен това чрез сключените между провинциите и КККП споразумения са ѝ възложени функциите по прилагане на провинциалните закони и осигуряването на обществената сигурност. Същото се отнася и за общините, делегирали ѝ функциите на общинска полиция. Това им спестява разходите по обучение и оборудване на собствена общинска полиция, което обикновено е по финансовите възможности на големите градски общини.
Най-многобройните и най-икономически развитите канадски провинции Онтарио и Квебек разполагат със свои собствени полицейски сили – Провинциална полиция на Онтарио (Ontario Provincial Police) и Сигурност на Квебек (Sûreté du Québec). Останалите осем провинции, както и трите територии възлагат тези функции на КККП. Най-големият канадски град, който няма собствена общинска полиция и делегира тези функции на КККП е Съри, Британска Колумбия, с население от над 468 251 души.
КККП изпълнява изключително широк спектър от задачи (в сравнение с други федерални полицейски организации в световен мащаб). Те включват прилагането на федералното законодателство, търговските закони, борбата с фалшифицирането на парични средства и финансови инструменти, борбата с наркотрафика, трафика на хора, охраната на границите, борбата с организираната престъпност, борбата с тероризма, охраната на генерал-губернатора, премиера и висши правителствени кадри, гостуващи политически лица и делегации, дипломатически мисии, както и участието в международни мироопазващи мисии.
В някои случаи местните поделения на Кралската канадска конна полиция осигуряват техническата поддръжка на общинската полиция. Така например общинската администрация може да поддържа собствена полицейска служба за осигуряване на обществения ред, но местен разследващ отдел да се занимава с разкриването на особено тежки криминални престъпления като убийства и отвличания, наркотрафик и финансови престъпления. 
Обикновено като федерална полицейска служба Кралската канадска конна полиция разполага както с много по-голям масив от база данни, включително и достъп до чуждестранни полицейски информационни системи. Освен това разполага с по-високотехнологично оборудване за криминалистика и полицейски задачи (криминалистични лаборатории, високотехнологични учебни центрове, собствена авиация, сапьорни подразделения, служебни кучета...). КККП оперира и с националната полицейска информационна система, която е връзката между различните федерални, провинциални, общински и частни полицейски организации. 
В миналото конната полиция е изпълнявала и контра-разузнавателни функции чрез своята Служба за сигурност на Кралската канадска конна полиция (RCMP Security Service), но разкритията, че е използвана за незаконни операции с политически цели срещу сепаратисткото движение в Квебек, налагат извеждането на контраразузнавателния ресор извън правомощията на КККП в отделна Канадска служба за разузнавателна сигурност (Canadian Security Intelligence Service), подчинена директно на премиера на Канада през 1984 г. 

## История

### Основаване
Министър-председателят сър Джон А. Макдоналд планира създаването на редовна полицейска служба за патрулиране на Северо-Западните Територии, след като доминионът Канада ги закупува от Компанията на Хъдзън Бей. Докладите на армейските офицери, обследващи териториите сочат, че служба от около 100 до 150 въоръжени конници могат да поддържат реда. Премиерът обявява новата служба като Северозападни конни стрелци (North West Mounted Rifles). Представителите на Съединените американски щати изразяват загриженост, че организирането на нова военна сила по границата е прелюдия към военна ескалация и Макдоналд създава службата през 1873 г., преименувайки я на Северозападна конна полиция (North West Mounted Police).
През 1904 г. към наименованието е прибавена представката „Кралска“, по късно е слята с Доминионна полиция, а през 1920 г. получава настоящото си име Кралска канадска конна полиция (Royal Canadian Mounted Police) и поема основните полицейски функции на територията на целия доминион във всички федерални провинции и територии, както и за контра-разузнавателната дейност.
Като част от задълженията си по линия на националната сигурност и контра-разузнаването КККП внедрява агенти във всяка етническа или политическа група, считана за проводник на чуждестранно враждебно влияние. Това включва както комунисти, така и малцинствени етнически групи, както и депортирането на политически радикално настроени техни представители. Примери за това са както крайно леви, така и крайно десни лица с украински произход, китайци и т.н. Освен това службата е била ангажирана и с настаняването на деца от местното коренно население в пансиони, далеч от родителите им.
По време на дълбоката икономическа криза от 1930-те години службата използва помощни служители с ограничени правомощия (special constables) за разгонването на работнически стачки. По-късно тази категория служители са използвани за охраната на съдилища и летища.
През 1932 г. в Кралската канадска конна полиция се вливат служителите и морските съдове на Превантивната служба, Национална приходна администрация (Preventive Service, National Revenue, по същество митническите катери), формирайки Морската секция (Marine Section) на КККП.
Контраразузнавателната дейност е изведена от Департамента за криминални разследвания (Criminal Investigation Department) в обособен контраразузнавателен отдел – Служба за сигурност на КККП (RCMP Security Service) през 1939 г.

### Следвоенен период
На 1 април 1949 г. доминионът Нюфаундленд се присъединява към доминион Канада и полицейската му служба Рейнджърски сили на Нюфаундленд (Newfoundland Ranger Force) е включена в състава на Конната полиция.
След като през 1945 г. секретният шифровчик от съветското посолство в Отава Игор Гузенко бяга от поста си и получава политическо убежище, той взема със себе си 109 документа, разкриващи съветската шпионска дейност в западни страни, Службата за сигурност на КККП реорганизира основно работата си и започва активно наблюдение на служители в частния сектор, податливи на вербовка от страна на Съветите.
През 70-те години излизат разкрития, че Службата за сигурност е действала и като политическа полиция, срещу квебекските сепаратисти, участвайки в незаконни операции като кражбата на документи, унищожаването на имущество, като опожаряването на селскостопански постройки и т.н. Назначената за разследване на тези събития „Комисия МакДоналд“ по името на оглавяващия я съдия излиза със заключителен доклад, препоръчващ извеждането на контраразузнавателните функции от ресора на Конната полиция. Така възниква Канадската служба за разузнавателна сигурност (Canadian Security Intelligence Service (CSIS)).

### Модерен период
През 1993 г. е разпуснат контратерористичният отряд на КККП Специален отряд за реакция при кризи (Special Emergency Response Team (SERT)), като функциите му са поети от новосформирания във въоръжените сили Обединен оперативен отряд 2 (Joint Task Force 2 (JTF2)).

## Организация

### Международна
Като основната федерална полицейска служба на Канада Кралската канадска конна полиция отговаря за международното полицейско сътрудничество на страната и в тази си функция я представлява пред международни правоохранителни организации. За това отговаря Заместник-комисарят по федералната и международна полицейска работа. Освен това службата разполага със собствени 37 офиси за свръзка в 23 държави:
- Африка и Близкия Изток:
  - Рабат, Мароко
  - Претория, Южна Африка
  - Аман, Йордания
  - Дубай, ОАЕ
- Азия и Тихи океан:
  - Ню Делхи, Индия
  - Исламабад, Пакистан
  - Бангкок, Тайланд
  - Хонг Конг, КНР
  - Пекин, КНР
  - Куала Лумпур, Малайзия
- Европа:
  - Лондон, Обединено Кралство
  - Париж, Франция
  - Берлин, Германия
  - Хага, Нидерландия
  - Рим, Италия
- Америка:
  - Кингстън, Ямайка
  - Мексико, Мексико
  - Богота, Колумбия
  - Каракас, Венесуела
  - Бразилия, Бразилия
  - Санто Доминго, Доминиканска република
  - Порт ъф Спейн, Тринидад и Тобаго
  - Съединени американски щати:
    - Маями, Флорида
    - Ню Йорк, Ню Йорк
    - Сиатъл, Вашингтон
    - Вашингтон, Окръг Колумбия

### Национална
Съществуването и функциите на службата са законово уредени чрез Закона за Кралската канадска конна полиция (Royal Canadian Mounted Police Act). Според него начело на структурата стои Комисар (или комисионер – Commissioner), подчинен на Министъра на обществената безопасност на Канада (Minister of Public Safety (Canada)).
Комисарят е подпомаган в дейността си от 6 – 8 Заместник-комисари (Deputy Commissioners). 6 от тях са със собствени ресори:
- Заместник-комисар по федералната и международна полицейска работа (Federal and International Policing)
- Заместник-комисар по спомагателните полицейски служби (Police Support Services)
- Заместник-комисар по договорната полицейска работа и работата с коренното население (Contract and Aboriginal Policing)
- Заместник-комисар по човешките ресурси (Human Resources)
- Заместник-комисар на източния регион (East), отговарящ за
  - Националния щаб на КККП (National Headquarters)
  - Дивизия „О“ (Онтарио, без столицата Отава)
  - Национална дивизия (National Division, бивша „A“ Division) (Отава)
  - Дивизия „С“ (Квебек)
  - Дивизия „J“ (Ню Брънзуик)
  - Дивизия „Н“ (Нова Скотия)
  - Дивизия „L“ (Остров Принц Едуард)
  - Дивизия „В“ (Нюфаундленд и Лабрадор)
- Заместник-комисар на западния регион (West), отговарящ за
  - Дивизия „Е“ (Британска Колумбия)
  - Дивизия „К“ (Албърта)
  - Дивизия „F“ (Саскачуан)
  - Дивизия „D“ (Манитоба)
  - Дивизия „M“ (Юкон)
  - Дивизия „G“ (Северозападни територии)
  - Дивизия „V“ (Нунавут)

### Дивизии
Територията на Канада е разделена на окръзи на Кралската канадска конна полиция, наричани „дивизии“. Всяка дивизия покрива федерална провинция или територия. Единствените изключения са федералната столица Отава, за която отговаря отделна дивизия и Тиловата дивизия (или Дивизия „Депо“ – Depot Division, която включва основно Академията на КККП в Реджайна, Саскетчуан и Учебния център за полицейски служебни кучета в Инисфейл, Албърта. Щабът на службата е в столицата Отава.

### Група за лична охрана
Групата за лична охрана (Personal Protection Group (PPG) се състои от около 180 служители, натоварени основно с личната охрана на министър-председателя и генерал-губернатора на Канада. Създадена е през 1995 г. след инцидент в района на резиденцията на премиера (24 Sussex Drive в Отава).
Вътрешната организация на групата е следната:
- Охрана на министър-председателя (Prime Minister Protective Detail) – охранява премиера и семейството му, както и официалните резиденции на 24 Sussex Drive в Отава и на езерото Харингтън край Челси, Квебек.
- Охрана на генерал-губернатора (Governor General’s Protection Detail) – охранява генерал-губернатора и семейството му, както и официалната резиденция Ридьо Хол в Отава
- Охранителна секция за лица от особена важност (Very Important Persons Security Section (VIPSS)), охраняваща висши държавни служители и длъжностни лица като Главния прокурор на Канада (Chief Justice of Canada), федерални министри, гостуващи дипломати и други лица, по нареждане на Министъра на обществената безопасност (Minister of Public Safety).